# サイモン・マクバーニー
サイモン・マクバーニー（Simon Montagu McBurney、1957年8月25日 - ）は、イギリスの俳優、演出家。
『ラストキング・オブ・スコットランド』『ライラの冒険 黄金の羅針盤』『ある公爵夫人の生涯』などの映画にも出演している。

## 経歴
1957年8月25日、ケンブリッジに生まれる。
1983年、劇団テアトル・ド・コンプリシテ Complicite を立ち上げる。
1997年、ロイヤル・コート劇場共同制作及び上演でイヨネスコ作《椅子》を上演して絶賛され、翌年のブロードウェイ巡演でも評判となりトニー賞もリヴァイヴァル演劇作品賞、演出賞、男優賞(リチャード・ブライアーズ)、女優賞(ジェラルディン・マキューアン)、美術賞(クエイ兄弟)、照明賞(ポール・アンダーソン)と6部門にノミネートされる。
2008年、舞台『春琴』の演出を手がける。これが評価され、第16回読売演劇大賞の最優秀演出家賞を受賞。
2014年、ウディ・アレン監督の『マジック・イン・ムーンライト』に出演。
2015年、クリストファー・マッカリー監督の『ミッション:インポッシブル/ローグ・ネイション』に出演。

## フィルモグラフィー

### 主な映画出演作
- 1991：KAFKA/迷宮の悪夢 Kafka
- 1994：恋の選択 A Business Affair (VHSスルー 後DVD化)
- 1994：Being Human (ビル・フォーサイス監督)
- 1994：愛しすぎて／詩人の妻 Tom & Viv
- 1994：Mesmer (ロジャー・スポティスウッド監督)
- 1996：魔王　The Ogre
- 1998：従妹ベット Cousin Bette
- 1999：オネーギンの恋文 Onegin
- 2000：エイゼンシュテイン Eisenstein（セルゲイ・エイゼンシュテイン役)
- 2002：仮面の真実 The Reckoning (DVDスルー)
- 2003：Bright Young Things (スティーヴン・フライ監督)
- 2004：クライシス・オブ・アメリカ The Manchurian Candidate
- 2006：セックス・アンド・マネー Friends with Money
- 2006：ラストキング・オブ・スコットランド The Last King of Scotland
- 2007：ライラの冒険 黄金の羅針盤 The Golden Compass
- 2008：ある公爵夫人の生涯 The Duchess
- 2008：ワールド・オブ・ライズ Body of Lies
- 2009：ギャラリーBoogie Woogie
- 2010：ロビン・フッド Robin Hood
- 2010：ハリー・ポッターと死の秘宝 PART1 Harry Potter and the Deathly Hallows – Part 1
- 2011：ジェーン・エア Jane Eyre
- 2011：裏切りのサーカス Tinker Tailor Soldier Spy
- 2013：For Those Who Can Tell No Tales
- 2014：マジック・イン・ムーンライト Magic in the Moonlight
- 2014：博士と彼女のセオリー The Theory of Everything
- 2015：ミッション:インポッシブル/ローグ・ネイション Mission: Impossible – Rogue Nation
- 2016：死霊館 エンフィールド事件 The Conjuring 2
- 2017：喜望峰の風に乗せて The Mercy
- 2022：ほの蒼き瞳 The Pale Blue Eye
- 2024：ノスフェラトゥ Nosferatu

### 原案・製作総指揮
- 2008：Mr.ビーン カンヌで大迷惑?! Mr. Bean's Holiday

### 主なテレビ出演作
- 1999：バーナビー警部 Midsomer Murders 第10話「絶望の最果て」Death of a Stranger
- 2011-2013：ボルジア家 愛と欲望の教皇一族　The Borgias
- 2015：カジュアル・ベイカンシー 突然の空席 The Casual Vacancy
- 2019 : カーニバル・ロウ Carnival Row
- 2023 : ハイジャック Hijack

## 主な舞台演出
- 1994：「ルーシー・キャブロルの三つの人生」The Three Lives of Lucie Cabrol (1原作：ジョン・バージャー)
- 1997：ウジェーヌ・イヨネスコ作「椅子」The Chairs
- 1998：「ザ・ストリート・オブ・クロコダイル」(原作映画：クエイ兄弟)
- 1998：アーサー・ミラー作：『みんな我が子』All My Sons ブロードウェイ ジェラルド・ショーンフェルド劇場制作 (ケイティ・ホームズ、ジョン・リスゴー、ダイアン・ウィースト共演)
- 2003：エレファント・バニッシュ The Elephant Vanishes（原作：村上春樹著「象の消滅」）
- 2005：シェイクスピア作「尺には尺を」Measure For Measure
- 2008：春琴（原作：谷崎潤一郎著「春琴抄」「陰翳礼讃」）
- 2011：The Master and Margarita (原作：ミハイル・ブルガーコフ著「巨匠とマルガリータ」)
- 2015：The Encounter (2016年9月よりブロードウェイ ジョン・ゴールデン劇場上演)

## オペラ演出
- アレクサンドル・ラスカトフ作曲：歌劇《犬の心臓》エピローグと2幕 A Dog's Heart 
(原作：ミハイル・ブルガーコフ著「犬の心臓」)
  - DNO(オランダ国立歌劇場)委託
2010年オランダ・フェスティヴァル Holland Festival初演、イングリッシュ・ナショナル・オペラ(ENO)共同制作
2013年ミラノ・スカラ座上演、2014年リヨン歌劇場上演、2017年アムステルダム国立オペラ再演

- モーツァルト：歌劇《魔笛》Die Zauberflöte
  - DNO(2012年・TV収録・2015年DVD/ブルーレイ化：Opus Arte)＋ENO (2013年)共同制作
2014年エクサン・プロヴァンス音楽祭、2015年アムステルダム再演、2015年ENO再演

## 受賞
- 1998年 - 第22回ローレンス・オリヴィエ賞 - 最優秀振り付け賞（『The Caucasian Chalk Circle』）[8]